# Клементс (город, Миннесота)
Клементс (англ. Clements) — город в округе Редвуд, штат Миннесота, США. На площади 1 км² (1 км² — суша, водоёмов нет), согласно переписи 2002 года, проживают 191 человек. Плотность населения составляет 191,6 чел./км².
- Телефонный код города — 507
- Почтовый индекс — 56224
- FIPS-код города — 27-11836[1]
- GNIS-идентификатор — 0641326[2]